# 上道駅 (岡山県)

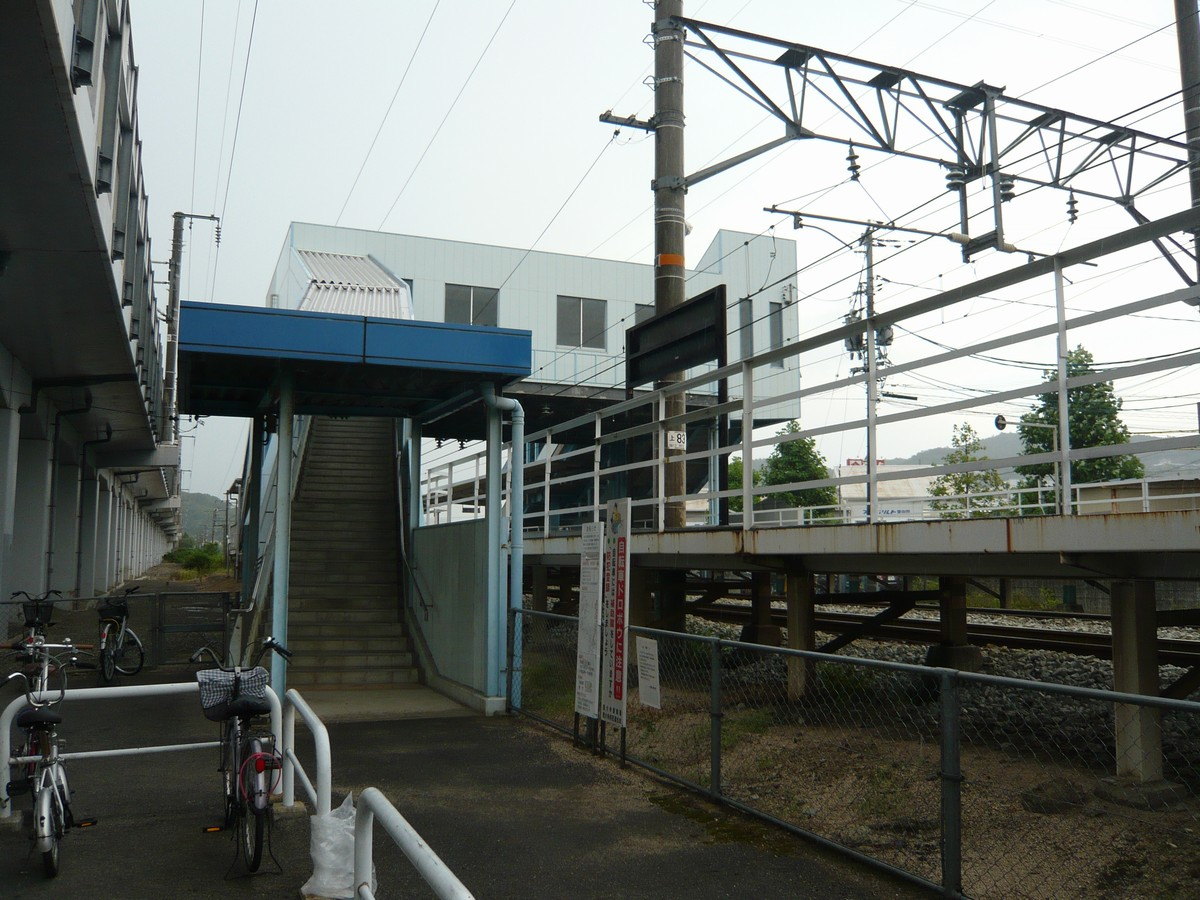
北口（2007年8月）

上道駅（じょうとうえき）は、岡山県岡山市東区中尾にある、西日本旅客鉄道（JR西日本）山陽本線の駅である。駅番号はJR-S05。

## 歴史
- 1986年（昭和61年）11月1日：国鉄山陽本線戸駅 - 東岡山駅間に新設[1]。旅客営業のみ[1]。
- 1987年（昭和62年）4月1日：国鉄分割民営化に伴い、西日本旅客鉄道（JR西日本）の駅となる[2]。
- 2007年（平成19年）
  - 6月：ICOCA対応簡易型自動改札機導入。
  - 9月1日：ICカード「ICOCA」が利用可能となる。
- 2016年（平成28年）4月21日：発車標使用開始。
- 2019年（令和元年）
  - 5月31日：この日限りでみどりの窓口の営業を終了[3][4]。
  - 6月1日：この日より終日無人駅化[4]。
- 2020年（令和2年）9月：駅ナンバリング導入、使用開始[5][6]。

## 駅構造
相対式ホーム2面2線を有する地上駅。橋上駅舎を備える。分岐器や絶対信号機を持たないため、停留所に分類される。南北双方から出入可能で、改札口は1ヶ所のみ。後から出来た駅と言うこともあり、ホームは広くない。
東岡山駅管理の無人駅で、ICOCA利用可能駅（相互利用可能ICカードはICOCAの項を参照）。自動改札機は集札機能の無い簡易式のため、降車客の乗車券は集札箱に投入する。

### のりば
| のりば | 路線     | 方向 | 行先                 |
| ------ | -------- | ---- | -------------------- |
| 1      | 山陽本線 | 上り | 和気・相生・姫路方面 |
| 2      | 山陽本線 | 下り | 岡山・倉敷・三原方面 |

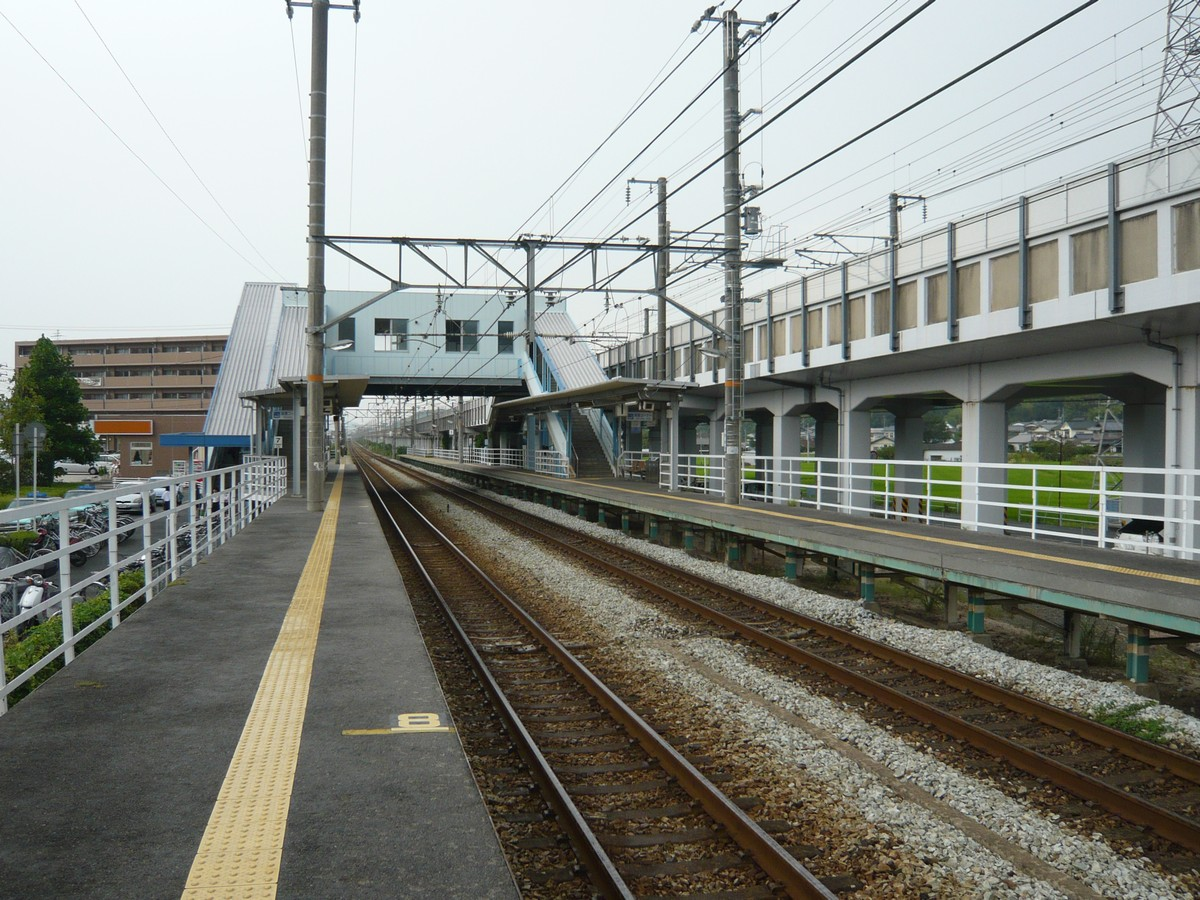
ホーム（2007年8月）

## 利用状況
近年の1日平均乗車人員の推移は以下の通り。
| 乗車人員推移 | 乗車人員推移 |
| 年度         | 1日平均人数  |
| ------------ | ------------ |
| 1999         | 1,365        |
| 2000         | 1,392        |
| 2001         | 1,370        |
| 2002         | 1,359        |
| 2003         | 1,389        |
| 2004         | 1,353        |
| 2005         | 1,361        |
| 2006         | 1,369        |
| 2007         | 1,383        |
| 2008         | 1,405        |
| 2009         | 1,382        |
| 2010         | 1,373        |
| 2011         | 1,368        |
| 2012         | 1,374        |
| 2013         | 1,412        |
| 2014         | 1,404        |
| 2015         | 1,435        |
| 2016         | 1,450        |
| 2017         | 1,455        |
| 2018         | 1,454        |
| 2019         | 1,456        |
| 2020         | 1,177        |
| 2021         | 1,152        |

## 駅周辺
駅南の丘陵地にある東岡山レークタウン分譲が1984年（昭和59年）より始まり、レークタウンを開発した不動産業者出資もあり1986年（昭和61年）に当駅が開業した。国道250号線と合わせ交通至便の地として宅地化に拍車が掛かり、岡山市ベッドタウンとしての機能が高まり世帯数が急増し現在に至る。
駅東近辺には旧山陽道の茶屋があった。また、駅北東の畑の周りに源為朝の墓があるとの言い伝えがある。
- 岡山市東区役所古都市民サービスセンター
- 岡山市東消防署上道出張所
- 東岡山レークタウン
- アビオ中尾台
- フローラルアベニュー上道駅前
- 中尾団地
- 向山団地
- 岡山市立城東台小学校
- 岡山市立浮田小学校
- 岡山上道郵便局
- 備前日生信用金庫上道駅前支店
- わたなべ生鮮館城東店
- ナカシマプロペラ本社工場
- コカ・コーラボトラーズジャパン岡山東支店
- 山陽ヤナセ本社
- 熱田八幡宮社務所
- 真言宗高福寺医光院
- 沼城跡（亀山城跡）
- 国道250号

### バス路線
- 宇野バス -「中尾」停留所（南約100 m）
  - 252：八日市
  - 253：片上
  - 254：瀬戸駅
  - 256：ネオポリス東
  - 259：ネオポリス西
  - 252・253・254・256・259：表町バスセンター・岡山駅
- 西大寺ふれあいセンター・ふれあいバス：「城東台」停留所（南約750 m）※日曜日・毎月第3土曜日（休館日）及び年末年始は運休
  - 西大寺ふれあいセンター ※運行は午前と午後の各1回

## その他
境線の上道駅（あがりみちえき）と区別するため、一部切符において当駅は「（陽）上道」と印字される他、ICOCAの使用履歴については「ジョウトウ」と片仮名表記されている。

## 隣の駅
西日本旅客鉄道（JR西日本）
 山陽本線
瀬戸駅 (JR-S06) - 上道駅 (JR-S05) - 東岡山駅 (JR-S04)